# Victor Balthazard
Victor Balthazard (n. 17 ianuarie 1872, Paris – d. 1950, Ciboure) a fost un medic francez. Membru de onoare străin al Academiei Române.
1. ↑  Victor Balthazard, Base biographique
2. 1 2  Autoritatea BnF, accesat în 10 octombrie 2015